# Pont des Invalides
El pont des Invalides és el pont més baix dels que travessen el Sena a París.

## Història
La història d'aquest pont comença el 1821, quan l'enginyer Claude Navier treballa en la concepció d'un pont tècnicament revolucionari destinat a ser construït de cara a l'hôtel des Invalides (a l'emplaçament de l'actual pont Alexandre III). La construcció d'un pont penjant per salvar el Sena sense punt de suport comença doncs el 1824. Per desgràcia, ruptures i esfondraments condemnen el projecte a la demolició fins i tot abans del seu funcionament.
En resposta a les queixes de defensors de la perspectiva dels Invalides, l'Administració decideix traslladar el futur pont més avall. Aquesta vegada es tracta d'un pont penjant de tres parts sostingudes per pòrtics de 20 m d'alçària, amb dues pilastres al Sena. Els enginyers de Verges i Bayard de la Vingtrie acaben la seva obra el 1829, però es col·lapsa ràpidament i el seu accés ha de ser reglamentat d'ençà 1850.
El 1854 és enderrocat en vista de la seva substitució per a l'Exposició universal de 1855. És Paul-Martin Gallocher de Lagalisserie i Jules Savarin que empren les pilastres existents del pont penjant precedent i hi afegeixen una nova pilastra central, per construir un pont en arc de maçoneria. La nova pilastra és condecorada amb dos grups al·legòrics, La Victoire terrestre per Victor Vilain riu amunt i La Victoire maritime per Georges Diebolt riu avall, mentre que les antigues pilastres són guarnides de trofeus militars de les armes imperials, obres d'Astyanax-Scévola Bosio.
Tot i ser més sòlid, aquest pont experimenta el 1878 un assentament de 25 a 30 cm, i perd dos arcs durant l'hivern 1880 (restablerts a la fi de l'any). El pont és estable d'aleshores ençà, i l'única modificació del segle XX serà l'ampliació de les seves voreres el 1956.